# Emoia campbelli
Emoia campbelli este o specie de șopârle din genul Emoia, familia Scincidae, descrisă de Walter Varian Brown și Gibbons 1986. Conform Catalogue of Life specia Emoia campbelli nu are subspecii cunoscute.